# St Peter’s Pool

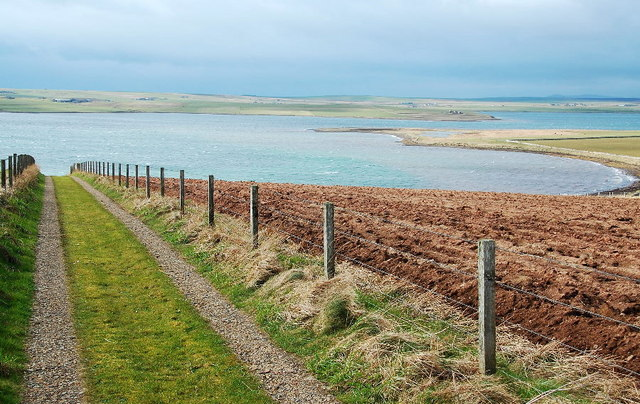
Blick von Deerness auf die Bucht

Der St Peter's Pool ist eine kleine Bucht, die im Südosten der zu Schottland zählenden Orkneyinseln liegt.

## Geographie
Der St Peter's Pool liegt im Osten von Mainland in einer wenig besiedelten Gegend. Die nächste größere Ortschaft ist Kirkwall, etwa elf Kilometer im Nordwesten. Die östliche Begrenzung bildet die Halbinsel Deerness. Im Nordwesten, jenseits des Point of Ods, geht sie über den Deer Sound.
Der St Peter's Pool weist mehrere Strände auf und ist ziemlich flach. Bekannt ist er durch das Vorkommen von Vögeln, die dort herumlaufen.

## Historisches
Im Rahmen der historischen Gliederung Schottlands in Civil Parishes zählt der St Peter's Pool zu St Andrews and Deerness.